# الحرية (مجلة)
مجلة الحرية مجلة عربية صدرَت في بغداد في عامي 1924 و1925. كان المفكر والصحفي العراقي العربي المسيحي رفائيل بطي (1901-1956) محررًا لمجلد واحد بمجموع عشرة أعداد. ركز المحتوى على المواضيع السياسية والأدبية في العالم العربي في ذلك الوقت.
وفي عام 1930 أصدر بُطّي مجلة أخرى هي مجلة البلاد. وقد دعم هذا الحزب حزب الإخاء الوطني الذي شكل المعارضة للنفوذ البريطاني. وكانت أول صحيفة يومية في ذلك الوقت وأصبحت إحدى وسائل الصحافة الرائدة في العراق. أدى دعم بطّي للمعارضة بمساعدة منشوراته إلى إغلاق المجلة.